# Мери Џејн Кели
Мери Џејн Кели (енгл. Mary Jane Kelly; 1863. - 9. новембра 1888) је по многима пета, и последња, жртва злогласног Лондонског серијског убице Џека Трбосека, који је током лета и јесени 1888. убијао и сакатио проститутке у Вајтчепел‎у. Када је убијена била је без новца, као и остале Трбосјек жртве, а имала је само 25 година.
Према извештајима била је 170 цм висока, имала је или плаву или црвену косу, а очи су јој биле плаве. Наводно је течно говорила велшки језик.

## Биографија
Рођена 1863, убијена је у петак 9. новембра 1888. око три сата изјутра. Њени остаци покопани су на католичком гробљу у Лондону.
Ово последње убиство превазишло је својом стравичношћу сва остала; довољно је само прочитати извештај са аутопсије да бисмо се у то уверили: Тело је испружено по средини кревета, рамена спљоштена, али је осовина тела благо нагнута на леву страну, глава лежи на левом образу. Лева рука се налази уз тело, левом подлактицом укошена удесно и постављена на абдомен. Десна рука, једва прикачена за тело, лежи на душеку, док подлактица на абдомену пружа поглед на стешњене прсте. Ноге су широко раширене, лева бутина образује прав угао са трупом, док десна бутина оцртава туп угао са пубичном кости. Цела спољна површина абдомена и бутина је расцепана, а сви унутрашњи органи су извађени из трбушне дупље. Груди су разрезане, руке унакажене многобројним неправилним убодима ножем, а лице је скроз непрепознатљиво. Ткиво врата је раскомадано све до кости. Унутрашњи органи су разбацани свуда унаоколо: материца, бубрези и једна дојка се налазе испод главе; друга дојка уз десну ногу; јетра међу ногама; црева десно од тела; слезина лево од тела; месни дроњци абдомена и бутина нагомилани на столу; срце је ишчупано и никад није пронађено.